# 1888 dans les chemins de fer
chronologie des chemins de fer
1887 dans les chemins de fer - 1888 - 1889 dans les chemins de fer

## Évènements
- 1er février.  France :   ouverture des sections Bastia-Corte et Casamozza-Tallone, premières lignes de chemin de fer en Corse. (Compagnie de chemins de fer départementaux).

- 7 février.  Suisse :   naissance du Schmalspurbahn Landquart–Davos AG actuels Chemins de fer rhétiques.

- 25 mai.  France :   inauguration de la section Saint-Chély-d'Apcher-Saint-Flour de la Ligne de Béziers à Neussargues. (compagnie du Midi).

- 13 juin.  Suisse :   ouverture de la ligne ferroviaire du Brünig.
- 27 mai : inauguration de la gare de Samarcande, aboutissement du chemin de fer transcaspien.
- 10 août. Bulgarie: création de la compagnie de chemins de fer bulgare[1].
- 29 octobre : accident de train de Borki impliquant le train impérial qui transportait le tsar Alexandre III de Russie et sa famille.

## Anniversaires

### Décès
- 28 juin, France : Alfred Armand[2] à Paris, a notamment été l'architecte des Frères Pereire. Architecte en chef à la Compagnie du Chemin de fer de Paris à Saint-Germain, il est l'architecte des premières gares voyageurs en France, comme l'embarcadère de l'Europe et la station du Pecq.